# 박하민
박하민(朴河旼, 1998년 2월 14일 ~ , 인천광역시 부평구)은 대한민국의 바둑 기사이다.

## 약력
충암도장 출신으로 2007년 제7회 대한생명배 세계 어린이 국수전 유단자부에서 우승했다. 2014년 134회 입단대회를 통해 입단했다. 2015년 렛츠런파크배 본선과 퓨처스리그 출전했다. 2016년 제4기 메지온배 오픈 신인왕전에서 준우승을 차지하며 2단으로 승단했다. 2016년 제35회 KBS바둑왕전 본선에 진출했고, KB국민은행 퓨처스리그와 KB국민은행 바둑리그에 각각 출전했다. 2017년 제2회 미래의 별 신예최강전에서 준우승하여 3단으로 승단하고 2017 KB국민은행 퓨처스리그와 제5회 메지온배 오픈신인왕전 본선에 올랐다. 2018년 제3회 미래의 별 신예최강전 본선 4강에 진출했고 4단으로 승단했다. 2019년 2월에 5단과 3월에 6단을 거쳐 11월에 7단으로 승단했다. 2020년 제2회 대통령배 전국바둑대회 전문기사부 결승에서 송지훈을 꺽고 우승하면서 8단으로 승단했다. 2022년. 9단으로 승단했다.